# GJ-11 (航空機)
GJ-11
Sharp Sword/利剣
- 用途：ステルス無人偵察攻撃機
- 設計者：中航工業瀋陽飛機設計研究所
- 製造者：中航工業洪都航空工業集団
- 運用者
  - 中国人民解放軍
- 初飛行：2013年11月21日
- 運用状況：現役

GJ-11は、中華人民共和国の中航工業瀋陽飛機設計研究所が設計し、 中航工業洪都航空工業集団が生産する無人偵察攻撃機（UCAV）。 開発中は利剣 （簡体字：利剑、英語: Sharp Sword）と称されていた。

## 開発

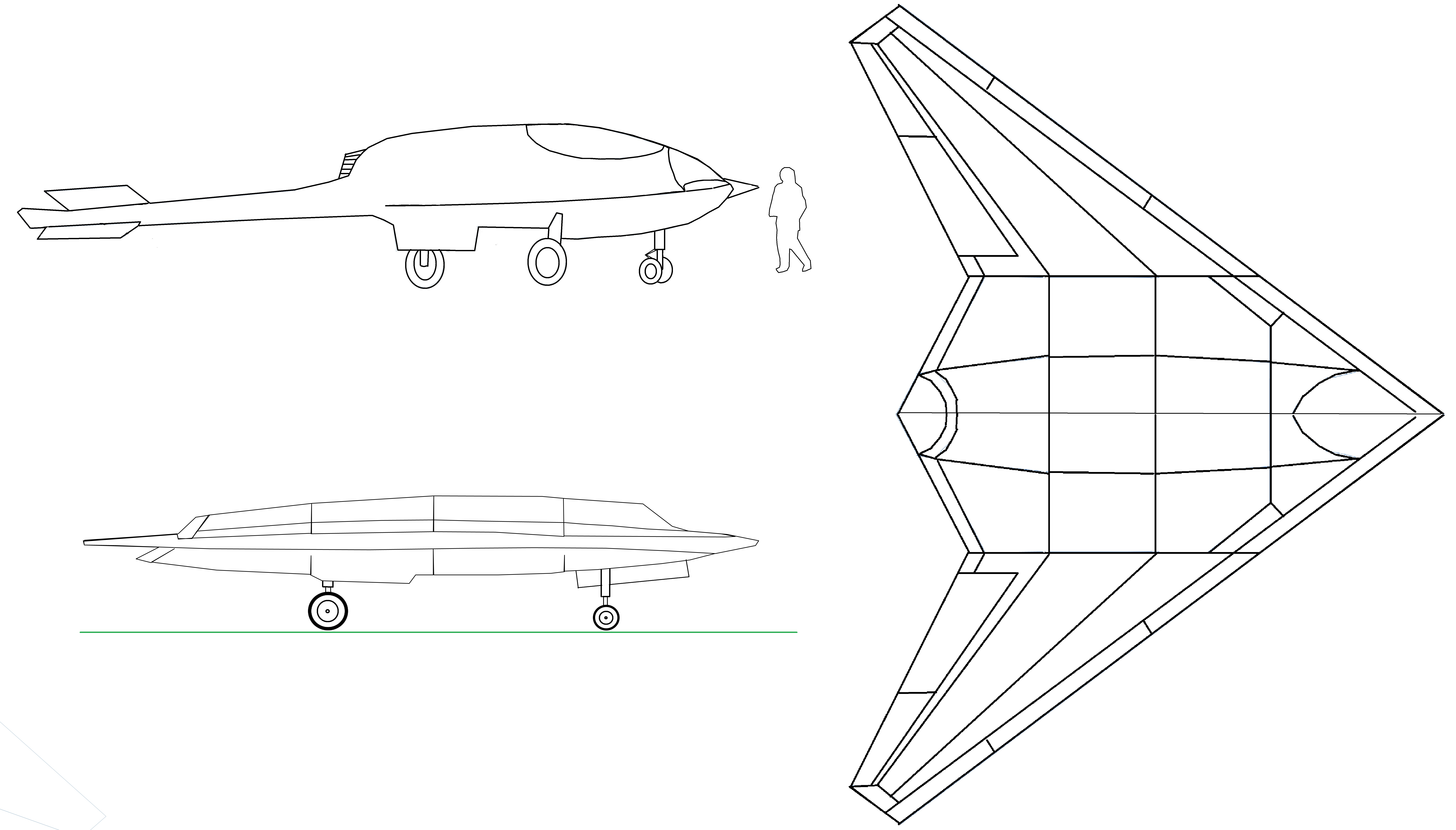
利剣 三面図

利剣のプロジェクトは2009年に開始され、2013年11月21日に利剣は四川省成都で約20分の処女飛行を完了したことが中国国営通信社の新華社などで発表された。これにより、中国はアメリカのX-47、フランスのダッソー nEUROn、イギリスのタラニスに続くステルス無人機の試験飛行に成功した4番目の国となった。この技術実証機の機体は黒い電波吸収塗装で番号の「001」と2本のピトー管があり、形状はアメリカのX-47B同様にステルス性を考慮した全翼機で精密爆撃が可能で自動的に追跡して偵察する機能も持つとされた。スペックは全長10m、翼幅14m、最大離陸重量10t、航続距離4,000km、ペイロード2t、動力はターボファンエンジンのWS-13とされる。ただし、中国が開発しているステルス戦闘機であるJ-20、J-31と同様に後部のジェットノズルのステルス化が課題であることが挙げられていた。
2016年5月24日、親会社の中国航空工業集団（AVIC）の広報誌「中国航空報」は利剣に技術的な進展があったと発表し、次世代ステルス戦略爆撃機（H-20）の開発に役立てられる可能性が報じられた。
2017年12月29日、ジェットノズルなどを改良して中国人民解放軍空軍のラウンデルがマーキングされた「利剣2.0」の模型をAVIC関係者が公開して量産体制に入っていることが示唆された。
2023年12月、武漢市にある実物大の空母モックアップに、GJ-11あるいはその発展型と見られる機体のモックアップが設置されていることが衛星画像から確認された。軍事ライターのトーマス・ニューディックは、これは実験段階に過ぎないものの、人民解放軍海軍にGJ-11が配備される可能性があると指摘している。

## GJ-11
2019年10月1日に中華人民共和国建国70周年記念の軍事パレードで公開された新型ステルス無人攻撃偵察機「GJ-11（簡体字：攻击-11）」は利剣の設計に基づいて開発されており、就役していることも中国人民解放軍は発表した。

## 参照資料
1. ↑  “永恒的追求”.   中国航空报 (2011年4月30日). 2013年5月10日閲覧。
2. ↑  “中航工业刘志敏：坚守研制一线 建功重点型号”.   中国航空报 (2014年7月14日). 2016年5月13日時点のオリジナルよりアーカイブ。2016年4月28日閲覧。
3. 1 2  ““利剑”隐身无人机或已通过验收 相关技术可能用于下一代轰炸机” (中国語). 观察者网. (2016年5月26日)
4. ↑  “中国のステルス無人機「利剣」、初飛行に成功”.  WIRED (2013年11月25日). 2019年10月1日閲覧。
5. ↑  “中国がステルス無人機「利剣」の初飛行に成功　世界4番目”.  中国網 (2013年11月22日). 2019年10月1日閲覧。
6. ↑  “まるでSF　公開された中国ステルス無人機「利剣」の写真”.  中国網 (2013年5月15日). 2019年10月17日閲覧。
7. 1 2  “中国初のステルス無人機「利剣」①　敵地潜入後の精密攻撃が可能”.  中国網 (2013年5月14日). 2019年10月1日閲覧。
8. ↑  “Gongji-11 (GJ-11) Sharp Sword / Lijian” (英語).   Global Security (2019年10月1日). 2019年10月17日閲覧。
9. ↑  “中国“利剑”无人机模型公开” (中国語).   東方網 (2017年11月30日). 2019年10月1日閲覧。
10. ↑  “Mockup Of Chinese Stealth Drone Appears On Full-Size Aircraft Carrier Test Rig”.   The Warzone (2023年12月19日). 2023年12月21日閲覧。
11. ↑  “China showcases fearsome new missiles to counter U.S. at military parade”.  ロイター (2019年10月1日). 2019年10月1日閲覧。
12. 1 2  “Chinese military commissions GJ-11 stealth attack drone”.  環球時報 (2019年10月1日). 2019年10月1日閲覧。